# Brega (música)
Brega es un género musical popular brasileño. El término, originalmente considerado de carácter peyorativo y discriminatorio, fue siendo incorporado y asumido, perdiendo gradualmente con el tiempo tal consideración.
Históricamente, los mayores cantantes del legítimo género brega están en el nordeste brasileño, siendo el pernambucano Reginaldo Rossi, el cearense Falcão y el marañense Manoel Gomes los mayores representantes en la actualidad; el último sigue una línea de brega romántico.
A veces aún se confunde el brega con otros ritmos que poseen en común con él la característica del romanticismo excesivo, como el arrocha que, sin embargo, no conserva las características propias del auténtico brega.

## Tecnobrega / Tecnomelody
Tecnobrega, o tecnomelody, es un género musical popular que surgió en Belém en la década de 2000. El género mezcla elementos de la música comercial internacional, como la música electrónica y la música pop, con géneros regionales, como el forró y el brega.

### Historia
En 2002, la banda de Pará Tecno Show, liderada por Gaby Amarantos, decidió aventurarse a mezclar el tradicional carimbó y calipso —también conocido como brega pop— que se realizaba en el norte en ese momento con géneros musicales internacionales que dominaban la radio y las fiestas, como la música pop, música electrónica y forró. La mezcla entre lo bien considerado y sofisticado con lo que se consideraba «vulgar» y regional se tituló como tecnobrega. En las canciones, comenzaron a mezclar riffs acelerados de guitarra de música tradicional brega con ritmos electrónicos y arreglos creados por programas de computadora, lo que se consideraba una ruptura en el mercado fonográfico de Paraense en ese momento.
Los temas de las canciones, aunque en general son románticos, tienen una gran amplitud, que van desde el humor hasta el feminismo. En 2009, Banda Djavú, a pesar de presentarse en Bahía, se hizo conocido como un exponente del género en el sur y sureste del país, reverberando en programas de radio y televisión con canciones como «Me Libera». En 2011, Gaby Amarantos puso el tema «Ex Mai Love» como tema de apertura de la telenovela Cheias de Charme, siendo la primera vez que una tecnobrega llega a tal puesto.